# Rue des Pyramides
La rue des Pyramides est une rue du 1er arrondissement de Paris. Elle rejoint la place des Pyramides à l'avenue de l'Opéra.

## Situation et accès
Longue de 217 mètres, sa partie méridionale jusqu'à la rue Saint-Honoré est bordée d'immeubles à arcades, identiques à ceux de la place des Pyramides.
Le quartier est desservi par les lignes 7 et 14 à la station Pyramides.

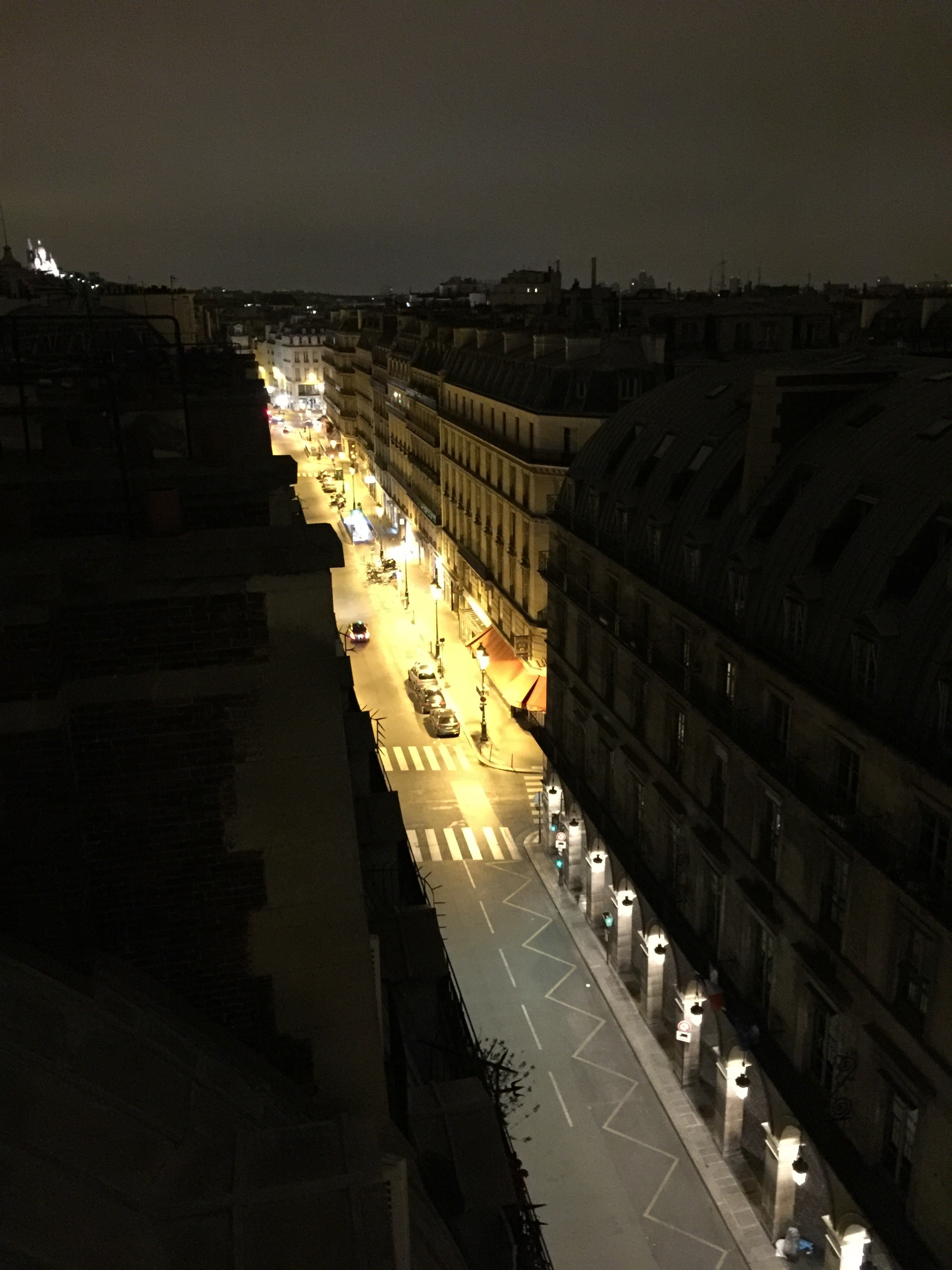
La rue des Pyramides.
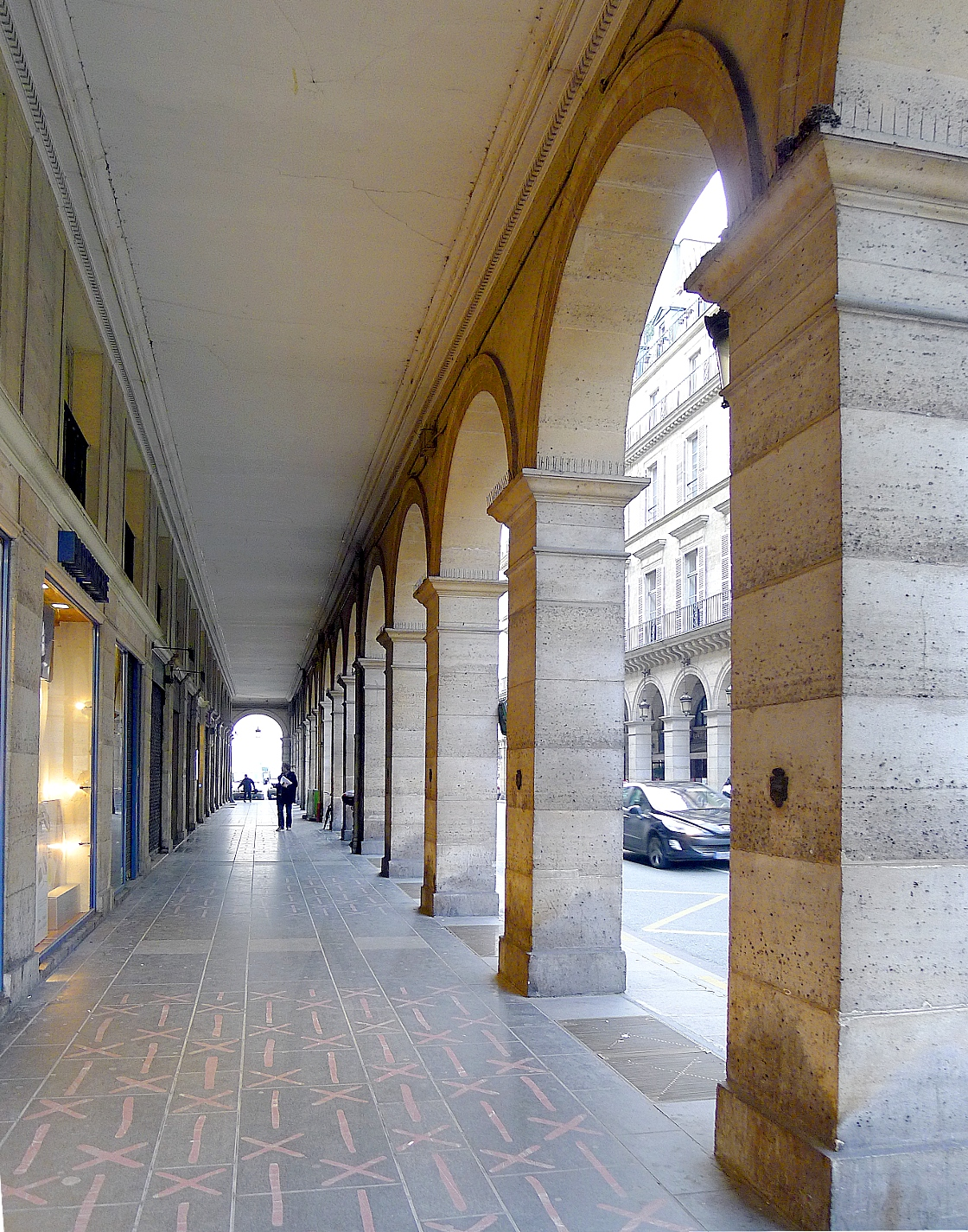
Arcades de la rue des Pyramides.

## Origine du nom
Son nom commémore la bataille des Pyramides remportée en 1798 par Napoléon Bonaparte durant sa campagne d'Égypte.

## Historique
Sur une partie de l'emplacement occupé aujourd'hui par cette voie publique, un passage est tracé sur le plan de Roussel en 1730.
Arrêté des consuls du 17 vendémiaire an X (9 octobre 1801) :
« Article 3e. Les bâtiments du pavillon de Médicis, les écuries dites de Monseigneur et les maisons des pages, seront vendus pour être détruits. Il sera formé une place en face l'entrée du jardin et une rue qui aboutira à celle Saint-Honoré. Les terrains environnant cette place et bordant la rue seront vendus, avec charge de bâtir sur les plans et façades donnés par l'architecte du gouvernement. Le premier consul signé Bonaparte. »
Elle est percée dans sa partie sud (jusqu'à la rue Saint-Honoré) en 1801, à l'emplacement de l'ancien hôtel des Grandes-Écuries du Roi et de ses dépendances, indiqué sur le plan de La Caille de 1714 et celui de Roussel en 1730.
Durant les Trois Glorieuses, la voie est le théâtre d'affrontement entre les insurgés et la troupe.
Elle est prolongée jusqu'à l'avenue de l'Opéra en 1877.

## Bâtiments remarquables et lieux de mémoire
- No 2 : Jean-Jacques Champin (1796-1860), artiste peintre et lithographe, y vécut à partir de 1835.
- No 10 : siège du Parti populaire français (parti collaborationniste) de Jacques Doriot pendant la Seconde Guerre mondiale.

## Pour approfondir